# Castanet-Tolosan
Castanet-Tolosan este o comună în departamentul Haute-Garonne din sudul Franței. În 2009 avea o populație de 11.049 de locuitori.

## Evoluția populației
| An        | 1975  | 1982  | 1990  | 1999   | 2006   | 2009   |
| --------- | ----- | ----- | ----- | ------ | ------ | ------ |
| Populație | 2.996 | 4.668 | 7.697 | 10.250 | 10.329 | 11.049 |